# Цебрівська сільська рада
Це́брівська сільська́ ра́да — адміністративно-територіальна одиниця та орган місцевого самоврядування у Зборівському районі Тернопільської області (до вересня 2015 року). Адміністративний центр — село Цебрів.

## Загальні відомості
Цебрівська сільська рада утворена в 1939 році.
- Територія ради: 2,963 км²
- Населення ради: 716 осіб (станом на 2001 рік)
- Територією ради протікає річка Цебрівка

## Населені пункти
Сільській раді підпорядковані населені пункти:
- с. Цебрів

## Склад ради
Рада складається з 15 депутатів та голови.
- Голова ради: Зварич Ігор Євстахійович
- Секретар ради: Шалай Світлана Степанівна

### Керівний склад попередніх скликань
| Прізвище, ім'я, по батькові    | Основні відомості                                                                                                | Дата обрання | Дата звільнення |
| ------------------------------ | --- | ------------ | --------------- |
| Ковальчук Олександр Михайлович | Сільський голова, 1940 року народження, член Всеукраїнського об'єднання «Батьківщина»                            | 26.03.2006   | 31.10.2010      |
| Зварич Ігор Євстахійович       | Сільський голова, 1965 року народження, освіта середня спеціальна, член Всеукраїнського об'єднання «Батьківщина» | 31.10.2010   |                 |

Примітка: таблиця складена за даними сайту Верховної Ради України

### Депутати
За результатами місцевих виборів 2010 року депутатами ради стали:

#### За суб'єктами висування
| Суб'єкт висування | Кількість обраних депутатів | %   |
| ----------------- | --------------------------- | --- |
| Самовисування     | 15                          | 100 |

#### За округами
| № округу | Прізвище, ім'я, по батькові    | Дата визнання обраним | Освіта             | Партійна приналежність                        | Відомості про обраного депутата                                     |
| -------- | ------------------------------ | --------------------- | ------------------ | --------------------------------------------- | ------------------------------------------------------------------- |
| 1        | Вовк Жанна Улянівна            | 05.11.2010            | вища               | позапартійна                                  | Магазин с. Цебрів, продавець                                        |
| 2        | Шалай Світлана Степанівна      | 05.11.2010            | середня спеціальна | позапартійна                                  | Цебрівська сільська рада, секретар                                  |
| 3        | Любачівська Еллана Любомирівна | 05.11.2010            | вища               | позапартійна                                  | тимчасово не працює                                                 |
| 4        | Шпортун Ольга Ярославівна      | 05.11.2010            | середня спеціальна | позапартійна                                  | ПАП «Зоря», бухгалтер                                               |
| 5        | Андрусяк Назар Володимирович   | 05.11.2010            | середня спеціальна | позапартійний                                 | тимчасово не працює                                                 |
| 6        | Паньків Ліліяна Михайлівна     | 05.11.2010            | вища               | член Всеукраїнського об'єднання «Батьківщина» | ПАП «Зоря», бухгалтер                                               |
| 7        | Дітчук Василь Андрійович       | 05.11.2010            | середня спеціальна | позапартійний                                 | тимчасово не працює                                                 |
| 8        | Ліщина Ігор Михайлович         | 05.11.2010            | середня спеціальна | член Всеукраїнського об'єднання «Батьківщина» | «Ватра», охоронець                                                  |
| 9        | Чорний Юрій Васильович         | 05.11.2010            | середня спеціальна | позапартійний                                 | Підрозділ УМВС в Тернопільській область, ветлікар                   |
| 10       | Лахман Ліліяна Євгенівна       | 05.11.2010            | вища               | позапартійна                                  | загальноосвітня школа І-ІІ ст., вчитель                             |
| 11       | Гумен Ірина Павлівна           | 05.11.2010            | середня спеціальна | позапартійна                                  | фельдшерсько-акушерський пункт с. Цебрів, фельдшер                  |
| 12       | Юрків Надія Михайлівна         | 05.11.2010            | середня спеціальна | позапартійна                                  | Цебрівська сільська рада бухгалтер                                  |
| 13       | Борик Ігор Богданович          | 05.11.2010            | середня спеціальна | член Всеукраїнського об'єднання «Батьківщина» | БУ-2 м. Львів, охоронець                                            |
| 14       | Шпортун Олександра Василівна   | 05.11.2010            | середня спеціальна | позапартійна                                  | пенсіонер                                                           |
| 15       | Васильків Іван Володимирович   | 05.11.2010            | середня спеціальна | позапартійний                                 | загальноосвітня школа І-ІІ ст. с. Цебрів, оператор газової котельні |